# Pabellón cubierto Torre del Mar
El pabellón cubierto Torre del Mar, o Pabellón Deportivo "Maestro Salvador Sánchez" es una instalación deportiva situada en la localidad española de Torre del Mar, perteneciente al municipio de Vélez-Málaga con capacidad de 1500 espectadores para partidos de baloncesto.
Es propiedad de la Junta de Andalucía y se inauguró a finales de 2007 después de un periodo de construcción de 26 meses. La inversión necesaria para llevarlo a cabo fue de casi 1,5 millones de euros.
Es el escenario en el que disputa sus encuentros como local el Clínicas Rincón Axarquía, club de baloncesto filial de Unicaja Málaga que compite en la categoría LEB Plata de España.